# Tri Vodi
Tri Vodi (macedónul: Три Води) település Észak-Macedóniában, a Délkeleti körzetben, a Sztrumicai járásban.

## Népesség
| Lakosok száma | 135  | 160  | 194  | 121  | 34   | 25   | 16   | 12   |      |
|               | 1948 | 1953 | 1961 | 1971 | 1981 | 1991 | 1994 | 2002 | 2021 |

- 2002-ben 12 lakosa volt, akik mindannyian macedónok.